# ثيوفيلوس دورنجتون
ثيوفيلوس دورنجتون (بالإنجليزية: Theophilus Dorrington)‏ ولد عام 1654 و توفيا عام 1715 هو رجل دين في كنيسة إنجلترا . في البداية كان وزيرًا غير ملتزم، واستقر في ويترشام في ويلد ، وهي منطقة بها العديد من المنشقين ، وخاصة المعمدانيين . أصبح مثيرًا للجدل يهاجم عدم المطابقة. كما حذر من أن الجولة الكبرى يمكن أن تخلق متحولين إلى الكاثوليك من خلال الانطباعات الجمالية.

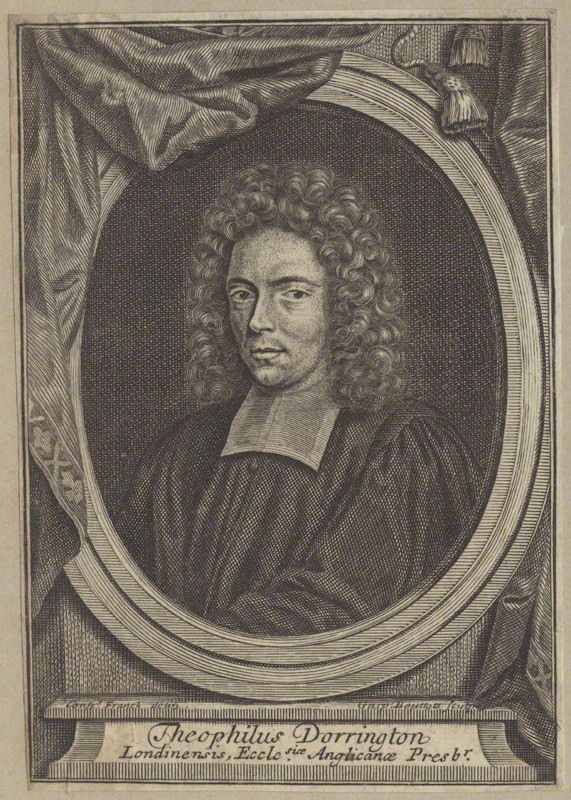
ثيوفيلوس دورنجتون، 1703، نقش لجاسبار بوتاتس

## حياة
هو ابن لأبوين غير ملتزمين دينيا، تلقى دورينجتون تعليمه للخدمة. في عام 1678، تنفسا مع ثلاثة وزراء شباب آخرين غير ملتزمين ( توماس جودوين، الأصغر ، وجيمس لامبرت وجون شور )، في محاضرات مسائية في مقهى في زقاق التبادل ، لندن، والتي حضرها التجار في مدينة لندن. . في 13 يونيو 1680 التحق كطالب طب في جامعة ليدن .